# Prenatális tanulás
A prenatális tanulás a magzat születés előtti tanulását jelenti.
A fejlődéslélektannal foglalkozó szakirodalom általában nem helyez különösebb figyelmet a méhen belüli életszakaszra, legtöbbször a születéstől kezdve tanulmányozzák a fejlődést. Néhány kutató már a hetvenes években foglalkozott az intrauterin fejlődéssel, ám ezek elsősorban a fejlődést károsító környezeti tényezők veszélyét hangsúlyozták. Az utóbbi években fordult a tudományos érdeklődés a funkcionális prenatális fejlődés kérdései felé.

## Méhen belüli életszakasz
William James által elhíresült „zúgó, vibráló, zűrzavaros világ” elképzelését felváltották a kompetens magzat képével. Kontrollált tudományos vizsgálatok bizonyítják azonban, hogy az újszülött számos olyan képességgel, készséggel rendelkezik, melyek nem lehetnek a születést követő tapasztalat eredményei, hanem az anyaméhben fejlődtek ki és gyakorlódtak be. A kompetens magzatra irányuló vizsgálatokat kezdetben anatómiai, élettani és patológiai síkon végeztek, a kutatók objektív eredményeket akartak felmutatni, ezek az eredmények nem tükrözik teljes valóságot A mama és a baba között zajló dialógus pszichológiai, emocionális, pszicho-neuroendokrinológiai és pszicho-immunológiai szinteken zajlik.
A modern kutatások rávilágítanak arra, hogy nemcsak a közvetlen környezete van hatással a szervezetre, de a méhen kívüli világ is nagy hatással van. Az anya szívműködése és emésztőrendszerének működése hangforrás, mozdulatai mozgásingereket eredményeznek. A baba az anya hasfalán keresztül lép közvetetten érintkezésbe a méhen kívüli világgal, közvetlenül pedig a méhlepényen és köldökzsinóron keresztül. Az anya érzelmei, betegségei, élményei, táplálkozási szokásai és társadalmi kapcsolatai, mind hatással vannak a születendő magzatra, viszont nem csak az anya és az őt ért befolyások, hanem különböző környezetbeli hatások is nagyban befolyásolják a gyermek testi – lelki fejlődését. Bizonyos drogok, mérgek is árthatnak a magzatnak. Ezért nagyon fontos, hogy a leendő szülők átlássák ezeket a helyzeteket és lehetőségük legyen felkészülni rájuk.

## Fejlődési szakaszok a méhen belül biológiai szempontból

### Csíraszakasz
Az első osztódás, a zigóta mitózissal kb. 24 órával a fogamzás után megtörténik. Az egy sejtből álló zigóta kettéosztódik, és így tovább. A sejtek nem egyforma ütemben fejlődnek. Ez nevezzük heterokróniának. A fejlődés egy másik jellegzetes vonása, hogy a szervezet különböző részeinek fejlettsége között azonos időben eltérések vannak. Ezt heterogenitásnak nevezzük. A sejtosztódások után, létrejön a szedercsíra. Amikor a sejtjei elérik a testben lévő sejtek átlagos nagyságát, átjut a méhben. Folyadék kerül a szedercsírába, és ahogy ennek mennyisége nő a sejtjei két részre osztódnak. A szedercsíra közepén lévő sejtcsoportra, valamint egy külső sejtrétegre. Majd hólyaggá alakul. A középen lévő sejttömegből jön létre maga az élőlény. Majd kialakul a trofoblasztokból álló védőgát a belső sejttömeg és a környezet körül. A trofoblaszt védelmi szerepet, tápanyag közvetítést old meg, valamint a belső üreget megtölti. Az új formákba szerveződést epigenezisnek nevezzük. A hólyagcsíra a méhen belül tovább halad, és a trofalobaszt sejtek apró nyúlványokat növesztenek a méh szivacsos falába. Ez a folyamatot beágyazódásnak nevezzük, az átmenetet képez az embrionális szakasz között.

### Embrionális szakasz
Az embrionális szakasz 6 hétig tart. Ezen időszak alatt formálódnak ki a test alapvető szervei, és a közvetlen ingerlésre már érkeznek válaszreakciók. Az embrió gyorsan növekszik, a trofalobasztból hártyák növekszenek és biztosítják a tápanyagot és védelmet. A belső magzatburok (amnion) vékony, erős, átlátszó hártya, amely tartalmazza a magzatvizet, és körülveszi az embriót. Ez a folyadék védi a kemény felületektől, valamint a magzat gyenge izomzatát és lágy csontjait. A belső magzatburok körül, a külső magzatburok (chorion) helyezkedik el, amely a méhlepény alkotórésze. A méhlepény (placenta) egy összetett szerv, amely az anya és az embrió közös szöveteiből épül fel, és a köldökzsinór köti össze a magzattal.
Megakadályozza, hogy az anya és gyermek vérkeringése közvetlenül kapcsolatba kerüljenek, tápanyagokat, oxigént szállít, valamint hulladék cserélődését is segíti. Ezzel egy időben a belső sejttömeg is differenciálódik, amikből később a szervek alakulnak. Ez a sejttömeg egy külső rétegre, ektodermára válik, ami a bőr külső felszínét, a fogak egy részét, a körmöket, a belső fület, a szemlencsét, az idegrendszert (az agyat, az idegeket és a gerincvelőt) alkotja. Egy belső rétegre az endodermára válik szét, amiből az emésztőrendszer és tüdő alakul ki. Azután kialakul középső réteg, a mezoderma. Ebből formálódnak az izmok, a csontok, a keringési rendszer és a bőr belső rétegei. A sejtek rétegekbe különülése a 10–13. hétig tart.
Az első cefaloklaudális minta szerint a fejtől halad lefelé a fejlődés (a „farok” felé). A második a proximodisztális minta szerint a szervezet közepe felől halad a periféria felé a fejlődés. A 3. hét vége felé az agy három fő része osztódik, előagyra, középagy és utóagyra. Megjelennek a primitív vérsejtek és vérerek. Megjelenik a szív és a 3. hét végére elkezd verni. A 4. héten látszódnak a végtagkezdemények, a szemek, a fülek és az emésztőrendszer kezd kialakulni. A főbb artériák és vénák, valamint a csigolyák megjelennek, és az idegek kezdetleges, egyszerű alakot öltenek. Az 5. héten kialakul a köldökzsinór, a hörgőkezdemények, amelyekből lesz a tüdő. Kialakul a kézlemez és megjelennek az első izom csomói a fejben, a törzsben és a végtagokban. A 6. héten a fej mérete meghatározóvá válik. Láthatóvá válik a külső fül, az agy három fő rész különválik, összenő az alsó A 7. héten az arc, a nyak, a szemhéj, a gyomor, nemi szervek előzményei alakulnak ki. Valamint az izmok a test minden részén differenciálódnak, és több ezer idegsejt percenkén fejlődik. A 9. hét kialakulnak a belek, a nyak elkülönül, a fej kiemelkedik, fül és része felveszik végső formájukat, már képes mozgásokra és válaszol a száj körüli ingerlésre.

### Magzati szakasz
Akkor kezdődik, mikor kezdetleges formában megjelennek a szervek és a szövetek, elkezdődik a csontosodás. Ez a szakasz a 8. vagy 9. héttől a születésig tart. A magzat hossza 3 cm-től kb. 50 cm-ig nő, a súlya pedig 8 g-tól 3250 g-ra nő. A 10. hétre elfoglalják a testen belüli végleges helyüket a belek. A 12. héten már a külső nemi jellegek egyértelműen látszanak. A 16. hét végére a fej felemelkedik, a fül a fej oldalára vándorol, az alsó végtagok jól fejlettek. Az 5. hónap végére az idegsejtjeinek száma végleges. A 7. hónap végére képessé válik a tüdő a légzésre, a szem kinyílik és reagál a fényre. A 8. hónap végére az agyban már sok tekervény megjelenik és a 9. hónap folyamán az agy egyre barázdáltabbá válik. A magzat a születés előtti utolsó hetekben megduplázza súlyát.

### Magzati aktivitás
A magzati mozgás nagyon fontos célokat szolgál: az extrauterin életben maradáshoz szükséges funkciók gyakorlásában, megakadályozza a keringés csökkenésének kialakulását, és fontos kommunikációs eszköz a magzat és a külvilág, és a mama között. A kutatók 7–22 mm-es embriók (ez kb. a 7–9. gesztációs hétnek felel meg) mozgását figyelték meg, és összesen 1166 mozgáselemet különböztettek meg. Chamberlain (idézi Andrek Andrea, 1997) a magzati mozgást, mint kommunikációs eszközt, testbeszédet értelmezi, és három különböző kategóriába sorolja:

#### Önindította aktivitások
A 6. hét elejétől már megfigyelhető. A 10. héttől a kéz érinti az arcot, fejet, ajkakat, a magzat kinyújtja-behajlítja végtagjait, forog saját tengelye körül, nyel, nyitja és zárja a száját. Aktivitása spontán, nem reflex-jellegű. Prechtl (idézi Andrek Andrea, 1997) az önindította aktivitások három fajtáját különbözteti meg: nagymozgások, melyek a 9-10. héten a leggyakoribbak, összerezzenő mozgások, melyek gyakorisága a 9. héttől csökken, valamint a fejforgatás, szopóreflex, légzőmozgások. A magzat aktivitása hosszabb rövidebb ideig változik. A mama számára ez esetleg nyugtalanító lehet, hiszen ha a magzat mozog, akkor feltételezhetően jól érzi magát.

#### A magzat reaktív viselkedése
A környezeti ingerekre való reagálás mozgással, védekező gesztusokkal vagy éppen megdermedéssel, korai önregulációs viselkedésként, copingként értelmezhető.

#### Az interaktív viselkedés
Piontelli (1992., idézi Andrek Andrea, 1997) megfigyelései a legmeggyőzőbbek. Arról számol be, hogy 20 hetes magzatok rendszeresen találkoztak az őket elválasztó hártya mentén, kialakult játékaik, szokásaik voltak. Évekkel a születésük után ugyanezeket a játékokat játszották a függöny két oldalán. A babák interaktív képességeire különböző prenatális stimulációs programok épülnek (a babák közlő és befogadó képességeire különböző születés előtti, méhen belüli ingerek is hatással vannak), melyek célja vagy következménye a korai baba-mama kapcsolat kifejlődése, építése. A babák nagyon hamar „megtanulják” a játékok szabályait, és „szívesen” vesznek részt az interakcióban.

### Magzati érzékelés
Modern módszerek alkalmazásával a kutatók részletes képet kezdenek kapni arról, hogy az emberi magzat milyen érzékelési képességekkel rendelkezik.
Mozgás érzékelése: A középfülben elhelyezkedő vesztibuláris rendszer, ami az egyensúlyérzék szerve, a fogamzás után 5 hónappal kezd el működni, és születéskor már teljesen működik. Ennek köszönhetően a magzat az anya testhelyzetének változásait képes érzékelni.
Látás: A 26. héttől reagál a fényre, a szívritmusa megváltozik, és elkezd mozogni. Aidan Macfarlane szerint a terhesség vége felé a hasfalon áthatoló fényeket már láthatja.
Hallás: A magzat a hangingerekre 5 – 6 hónappal a fogamzás után reagál. Megmérték a magzat feje melletti átlagos zajszintet, ami az utcán közlekedő autókban zárt ablak mellett hallható zajszintnek felel meg. Ez 75 decibel. Az anya szívverésének erősebb a hangja, a beszédhangjának még erősebb. A magzat szívritmusának változásai mérhetők, ha hallja az anya hangját. A 20. gesztációs hét végére a hallórendszer már teljesen kifejlődött, az éles zajokra félelmi reakciót mutat, mely a 28. héttől teljesen konzisztens. Az akusztikus mintázatok alakulása tanulás eredménye, nem genetikusan meghatározott.
Tapintás és hőérzékelés: A 7. héttől tapintási reflexeket mutat a magzat. Az ingerlés megszüntetésére elfordítja a fejét, kinyújtja karjait. A 14. héten összezárja ujjait a kéz érintésére, a 17. héttől az egész bőrfelület reagál az érintésre. A 4. hónaptól lehetséges kapcsolatot teremteni, hogy az anya hasfalán megfelelő helyeken nyomást gyakorolnak. Ezzel a haptonómiás kísérettel lehetőség van rá, hogy a szülő affektív megerősítést adjon a magzatnak és ő is ugyanígy viszonozza. A haptonómia fontos terápiás elem lehet a pre- és perinatális időszak különböző területein fellépő problémák esetén. A magzat érzékeny a hőmérsékletváltozásra, erős nyugtalansággal reagál az anya lázára, valamint befecskendezett hideg sóoldatra.
Ízlelés és szaglás: A magzat rendszeresen nyel a magzatvízből, ennek mennyisége az utolsó trimeszterre óránként 15-45ml lesz, ami megfelel napi 40 kalóriának. A magzat ízlelőbimbói a 15. gesztációs hétre fejlődnek ki, ezután meg tudja különböztetni az édeset a keserűt; az édes magzatvízből többet nyel. Az édes ízek preferenciája az extrauterin életben is megmarad, az újszülött pedig már mind a négy alap ízt el tudja különíteni. Mivel rendszeresen iszik a magzatvízből, megismerkedik anyja étrendjének kémiai összetevőivel, melyek a placentán keresztül jutnak el, és mire megszületik, már preferálja saját édesanyja tejének ízét. Az anya drasztikus étrendváltoztatása akadályozhatja a szoptatást.
Nyitott kérdés, hogy a szaglás veleszületett érzék-e vagy az intrauterin (méhenbelüli) élet alatt begyakorolt készség. Odafigyel az édes szagra és preferálja, ill. elfordul az ártalmas szagoktól. Újabb vizsgálatok fényt derítettek a magzati kemoreceptorok komplex interakciójára (vegyianyagérzékelők összetett kölcsönhatására). Kémiai anyagok egy része a placentán keresztül éri el a magzatot, másik része a magzatvízből közvetlenül jutnak el az orr nyálkahártyájáig. Russell (1976., idézi Andrek Andrea, 1997) vizsgálata szerint már az egészen fiatal újszülöttek felismerik a saját édesanyjuk tejével átitatott párnát, és afelé fordítják fejüket.
Fájdalom: A hagyományosan felfogás szerint az újszülött nem érez fájdalmat (a magzat sem). Megfigyelték, hogy a magzatok invazív beavatkozások közben mozdulatlanná válnak, szívritmusuk felgyorsul, vagy teljesen lelassul, és csak órákkal később normalizálódik. Tudományos vizsgálatok bebizonyították, hogy már a 19 hetes magzatok is reagálnak a fájdalmas beavatkozásokra megnövekedett fájdalom- és stresszhormonszinttel. Tudományos vizsgálatok alapján feltételezhetjük, hogy a második trimeszterben a magzat, vagy az azonos gesztációs korú koraszülött sokkal érzékenyebb a fájdalomra, mint az időre született babák vagy a felnőttek. Ennek oka, hogy a fájdalomszabályozó, gátló rendszerek a fájdalmat közvetítő pályák kifejlődése után az embrionális fejlődés során alakulnak csak ki. Míg a fájdalomközvetítő pályák már a 20-24. héten már működnek, a gátló rendszerek csak a szülést követően válnak teljesen éretté. Így a magzathoz beérkező fájdalomingerek módosítás nélkül mennek az agyba.
Alvás, álom: A magzati életritmus nagyjából követi az anyáét, az utolsó trimeszterben kialakult alvás-ébrenlét ciklussal rendelkezik. A 7. hónapban megjelenik a REM fázis, mennyisége négyszer annyi, mint újszülöttkorban. Schindler (idézi Andrek Andrea, 1997) szerint, a magzat növekedésével a hely szűkebb lesz, az aktivitás pedig átalakul fokozott agyi tevékenységgé. Ezt cáfolja az a tény, hogy koraszülötteknél ugyanannyi REM szakasz figyelhető meg, mint az azonos gesztációs korú magzatoknál. Valószínűbb, hogy a jelenség a fejlődő idegrendszer sajátossága.
Sírás: A 21. héttől hallhatóvá válik a magzat sírása, ha a magzati gégébe levegő jut. Gyakori a magzati hangadásokat, apró karmozgások követnek. Ez a reakció a születés után is megfigyelhető: az újszülött egész testével reagál az őt érő ingerekre. A gyermek sírása kommunikációs eszköz, az anyák a 2. naptól felismerik gyermekük hangját, és a sírásmintázatokat is folyamatosan megkülönböztetik.
Mosoly: Sokáig csak fiziológia dolognak tartották a mosolyt, kutatások bebizonyították, hogy minden mosoly jelentéssel bír, kommunikációs eszköz. A magzati mimika megjelenését az 5. gesztációs hónapra teszik.

### Magzati tanulás
Az intrauterin fejlődésnek pszichológiai vonatkozásai is vannak, ezekkel a prenatális pszichológia foglalkozik. Különböző társadalmi hiedelmek szerint a magzat képes az anyja méhében is tanulni. A prenatális pszichológia alapkérdéseinek feltevésével és azok bizonyításával tudjuk ezt a feltevést alátámasztani.
1. Képesek-e a magzati érzékszervek külső ingerek felvételére? Ha igen, mikortól és milyen mértékben?
2. Hogyan dolgozza fel a magzat az ingereket és miképp válaszol ezekre?
3. Tárolódnak-e a magzatban az őt ért ingerek hatásai, azaz létezik-e magzati memória? Hogyan hívódnak elő ezek az emlékek?
4. Mennyire fejlett a magzati mozgásrendszer?
5. Létezik-e magzati öntudat?

Ezeket a kérdéseket műszeres megfigyelésekkel és mérésekkel vizsgálták. Az anyán és a magzaton párhuzamosan végzett mérések eredményeit hasonlították össze. Etikai szempontból elfogadható célzott kutatásokat végeztek. Vizsgálták a viselkedést és az érzelmeket születést követően, és ezekből próbáltak következtetéseket levonni. Pszichoterápiás ülések anyagait vizsgálták, amelyek traumatikus pre- és perinatális (születés előtti és körüli) élményekre vonatkoznak, és amelyek terápiás feldolgozása az adott tünet megszűnéséhez vezet. Valamint a halva született embriókat és magzatokat is vizsgálat alá vetették. Ezeknek a kérdéseknek a megértéséhez elengedhetetlen, hogy tisztában legyünk egy egészséges intrauterin (méhenbelüli) fejlődéssel. Valamint tisztában kell lennünk azokkal a tényezőkkel is, amik az egészséges fejlődést negatívan befolyásolják, és hogy ezeknek a dolgoknak komoly következményei vannak, a magzatra és az anyára nézve is.
A magzati tanulással kapcsolatban Lee Salk egy szokatlan kísérletet végzett. Három kísérleti csecsemőcsoportot hozott létre. Különböző pulzus számú szívveréseket hallgattattak a csoportokkal az anya hasán belül és megfigyelték, hogy a legmagasabb pulzusszámú szívverést hallgató magzatok nagyon nyugtalanok lettek, és a kísérletet náluk abba kellett hagyni. A normális szívverést hallgató babák kevesebbet sírtak, és a négy nap alatt nagyobb súlygyarapodást produkáltak, mint a hangokat nem hallgató csoport. Ez a hatás arra utal, hogy a méhen belüli tapasztalatok során ez a hang ismerős volt, ezért megnyugtatóvá vált a csecsemők számára. Salk kísérlete bebizonyította, hogy a magzat az anyán belül eredő ingerekből tanul. A kívülről származó ingerlések tanulására számos kísérlet mutat további bizonyítékot.
Anthony DeCasper és Melanie Spence (1986) például 16 terhes nőből álló csoportot kért meg arra, hogy a szülés előtti hat hétben naponta kétszer olvassanak fel egy jól ismert gyermekverset. Az instrukciók alapján a babák már kb. 3 és fél órányit hallgatták ezt a verset. Két három nappal a születés után DeCasper és Spence egy speciálisan kiképzett cumival tesztelte le az újszülötteket, a szopás tempóját rögzítve. Először megállapították a szopás alaptempóját. Ezután pedig a sebességváltozása be-, ill. kikapcsolta a versike hangszalagra rögzített változatát. Az egyik csoport felénél a szopás sebességének növekedése azt a verset kapcsolta be, amit anyjuk olvasott nekik, amíg méhen belül voltak, a csökkenés pedig egy ismeretlen verset kapcsolt be. A másik csoportnál pedig fordítva alkalmazták ezeket a feltételeket. A legfontosabb eredmény az volt, hogy amikor az ismert verset hallgatták a gyerek szopási sebessége megváltozott az új versre nem módosult. A csecsemők hallották, amint az anyjuk olvasta nekik a verset, és a méhen belüli tanulás befolyásolta, mely hangokat találták a születés után jutalmazónak.
Alexandra Piontelli is végzett különböző vizsgálatokat, a magzatokat különböző időszakokban nézte meg ultrahanggal, és próbált egyfajta viselkedés mintázatot kiolvasni a magzatok mozgásából. Emellett interjúkat is készített az anyákkal, a szülés előtti és utáni tapasztalataikról. Ezeket a dolgokat próbálta felhasználni, arra hogy következtetéseket vonjon le, abban a témában, hogy a babák intrauterin (méhenbelüli) életszakasza, hogyan hat a további életükre.

### Az anya állapota és annak hatásai a magzatra
A közvetlenül ható ingereken kívül a magzatra az anya testi, társas és pszichológiai helyzete is hatással van. A méhlepényen keresztül ezek a változások eljutnak magzathoz. Kémiai változásokat az anya testében olyan tényezők is előidézhetnek, mint a gyermek attitűdje, általános egészségügyi, érzelmi állapota, az általa evett ételek. A kutatások kimutatták, hogy a stressz hatásnak kitett vagy érzelmi harmóniájából kibillentett anya olyan hormonokat (pl.: kortizon és adrenalin) választanak ki, amelyek a méhlepényen átjutnak és hatással vannak a magzat mozgásos aktivitására. Több kutatás talált összefüggést a pszichológiai stressz és a terhesség komplikációi között.

### A táplálkozás hatása a méhen belüli fejlődésre
A kutatások szerint egy terhes nőnek napi 2000–2800 kalóriát kell elfogyasztani kiegyensúlyozott, ásványi anyagokat tartalmazó étrend alapján, ahol a folsav-, a kalcium- és a vastartalmú ételek arányát növelik. A terhesség első három hónapja a legveszélyesebb. Központi idegrendszeri rendellenességekkel, koraszüléssel és halállal végződhet. Az utolsó három hónapban a táplálékhiány a magzat növekedését gátolja, és kis születési súllyal jár.
Teratogének, környezeti források, amik születési rendellenességekhez vezetnek
A teratogének, olyan környezeti tényezők, amelyek hatással vannak a normális fejlődésre, és súlyos rendellenességekhez vagy akár halálhoz is vezethetnek. A leggyakoribb teratogének közé tartoznak az egyes gyógyszerek, a drogok, a fertőzések, a sugárzás és a környezetszennyezés. A teratogénekkel szembeni fogékonyság függ, a fejlődési szakasztól, amelyben a hatást ért szervezet van. Általánosságban az első két hét jelenti a legnagyobb veszélyt. Mindegyik teratogén egyedi módon hat, ezért a rendellenes fejlődés egyedi mintázatokat mutat. Egy adott mennyiségű és fajtájú teratogén hatás nem minden szervezetre hat ugyanúgy, a különböző géntípusoktól függ. Az anya élettani állapotától is függ a hatásokkal szembeni fogékonyság. A kockázat akkor a legnagyobb, ha az anya fiatalabb 20 évesnél, és öregebb 40 évesnél. Ha nagyobb a teratogén hatás koncentrációja, a rendellenes fejlődés kockázata nagyobb. Kicsi vagy időleges hatású kábítószerek, amelyeknek az anya ki van téve, súlyos rendellenességeket okozhatnak a fejlődő szervezetben.
Vényre és vény nélküli gyógyszerek: Contergan, nyugtató és hányingercsillapító, súlyos testi deformitás, halláskárosodás. Ide tartoznak a sztreptomicin és tetraciklin antibiotikumok, alvadásgátlók, görcsoldók, a legtöbb mesterséges hormon, a szkizofrénia kezelésében használt klórpromazin, a pattanások ellen szedett Accutane és a nyugtató Seduxen, nagy adagban még az aszpirin is. Ezért a terhes nőknek tanácsos orvosukhoz fordulniuk, mielőtt recept nélkül kapható gyógyszereket beszednének.
Koffein: nagyobb mennyiségben kis születési súly, spontán vetélés
Dohány: növeli a spontán vetélést, halvaszületést, újszülöttek korai halálát, a méhlepény rendellenes fejlődéséhez vezet, kicsi születési súly, növeli a hirtelen születési súlyt.
Alkohol: magzati alkoholszindróma, rendellenesen kicsi fej, fejletlenagy, szemrendellenességek, veleszületett szívbetegségek, ízületi bántalmak, arc deformáció, visszamarad a testi és szellemi fejlődés, serdülőkorban tanulás és viselkedés enyhe károsodása, értelmi és motoros működés enyhe károsodása
Marihuána: kis születési súly, koraszülés, a csecsemők könnyebben megriadnak, remegésre hajlamosak, nehéz alvási ciklusok
Kokain: gyors függőség, serkentő szer, szívrohamot, agyvérzést, főütőér – szakadást, rohamokat okoz az anyáknál, halvaszületés, kis súly, agyvérzés, születési rendellenességek, ingerlékenyek, túlzottan reagálnak mindenre, károsodott mozgáskoordináció, lassabb tanulás, hatása évekig megmarad
Metadon és heroin: a csecsemők születésükkor már függőek, koraszülöttek, kis súlyúak, könnyen kapnak légzőszervi betegségeket, a leszoktatás után is ingerlékenye, reszketnek, sírásuk rendellenes, alvásuk zavart, mozgáskontrolljuk csökkent marad, gyenge figyelem, hosszútávú fejlődési problémák.
Rubeola: szívrendellenesség, hályog, süketség, értelmi fogyatékosság, van ellene védőoltás
Nemi úton terjedő betegség: gonorrea, herpesz, vérbaj.
Más betegségek és anyai állapotok, amik hatással vannak a méhen belüli fejlődésre: bárányhimlő, citomegália, cukorbetegség, fertőző májgyulladás, influenza, magas vérnyomás, mumpsz, toxéma (terhességi mérgezés), toxoplazmózis.
Aids: fertőzött anyák által szült csecsemők 30%-a megkapja ezt a kórt. Zidovudinnal 50%-kal csökkenthető az átadás veszélye
Rh-összeférhetetlenség: az Rh – negatív anya immunrendszere antitesteket termel, és ha ismét teherbe esik, az új magzat vérében megtámadja és elpusztítja a vörösvértesteket, súlyos születési károsodás, halál, vérátömlesztéssel kezelhetők ezek a csecsemők
Sugárzás: súlyos deformáció, méhen belüli halál, spontán vetélés, értelmi fogyatékosság
Szennyezés: környezet szennyezés, kémiai úton a szervezetbe jutó szennyezés, levegő, vízszennyezés súlyos károsodásokat okozhat pl.: higanymérgezés következtében Minamita – kór, agyi eredetű bénulás, koponya deformáció, rendellenesen kicsi fej.

### Intézményi háttér
A Pre- és Perinatális Pszichológiai és Egészség Társaság (Association for Pre- and Perinatal Psychology and Health, APPPAH) 1983-ban alakult Torontóban. A pszichiáter és pszichológus Thomas R. Verny alapította, egy olyan fórumként, mely összefogja a pre- és perinatális élmények iránt érdeklődő, különböző tudományterületeken dolgozó szakembereket – szülészeket, bábákat, dúlákat, ápolónőket, szociális munkásokat, újszülött- és gyermekgyógyászokat, pszichológusokat, kutatókat és oktatókat. A társasághoz bárki csatlakozhat, aki érdekelt a témában.
A Magyar Pre- és Perinatális Pszichológiai és Orvostudományi Társaság (MPPPOT) szintén nyitott, az általuk szervezett szakmai napokra valamint a kongresszusra egyaránt várnak szakembereket és laikusokat. A társaság a várandósságot, az anya-magzat kapcsolatot az anya és babája közötti aktív dialógusnak tekinti, magát a kapcsolatot pedig fejleszthetőnek, formálhatónak tartja.